# Concistori di papa Paolo VI

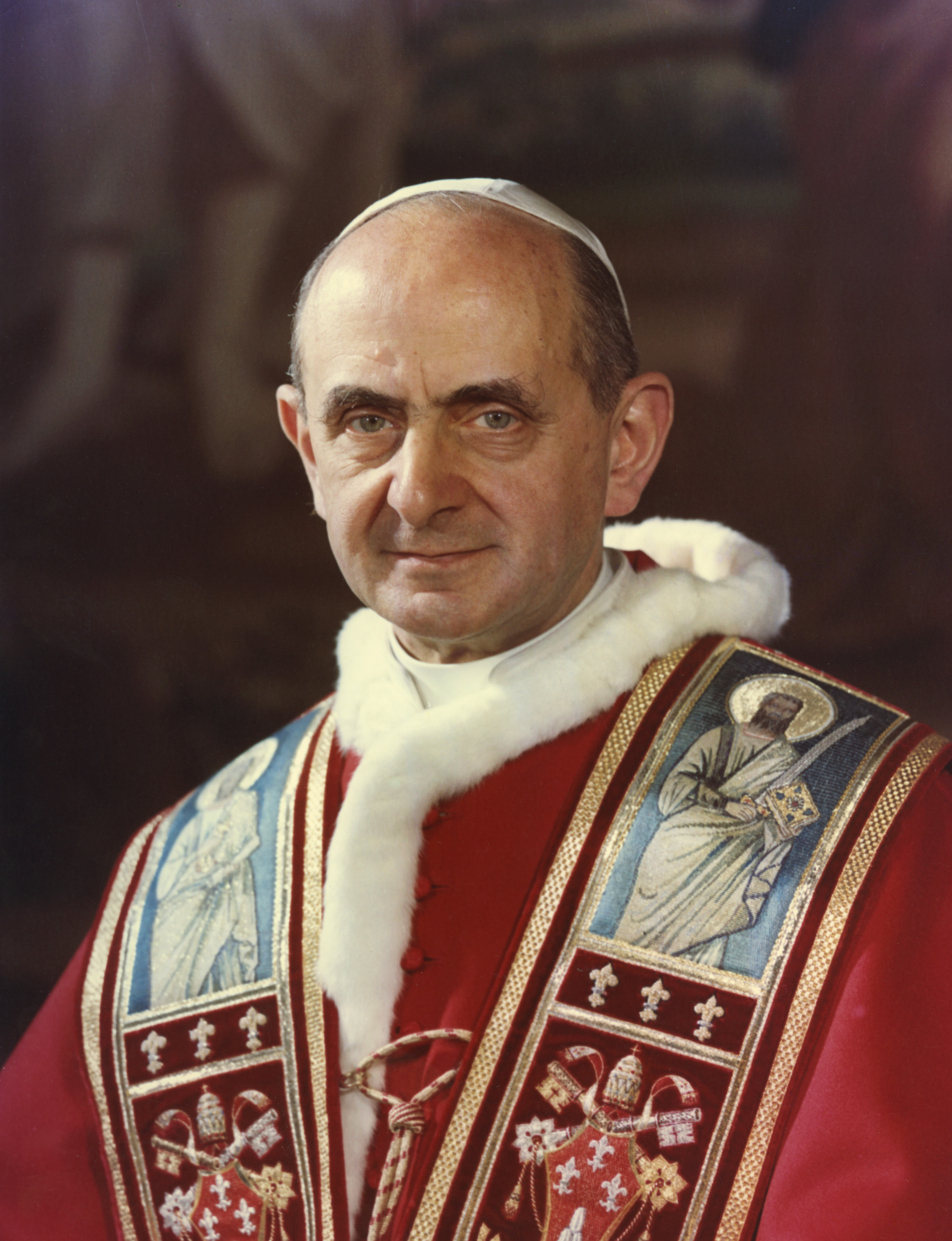
Papa Paolo VI

Questa voce raccoglie l'elenco completo dei concistori per la creazione di nuovi cardinali presieduti da papa Paolo VI, con l'indicazione di tutti i cardinali creati (143 cardinali, in 6 concistori, provenienti da 52 nazioni, di cui 22 non avevano mai avuto prima un cardinale). Tra i porporati figurano i suoi tre immediati successori al soglio pontificio: papa Giovanni Paolo I, papa Giovanni Paolo II e papa Benedetto XVI. I nominativi sono posti in ordine di creazione.

## 22 febbraio 1965
Il 22 febbraio 1965, durante il suo primo concistoro, papa Paolo VI creò ventisette cardinali. La distinzione tra cardinali elettori e non elettori non era ancora entrata in vigore, essendo stata stabilita dallo stesso papa Paolo VI nel 1970. I ventisette nuovi porporati furono:
- Maximos IV Saigh, M.S.P., patriarca di Antiochia dei Melchiti (Siria); creato cardinale vescovo del medesimo titolo patriarcale; deceduto il 5 novembre 1967;
- Paul Pierre Méouchi, patriarca di Antiochia dei Maroniti (Libano); creato cardinale vescovo del medesimo titolo patriarcale; deceduto l'11 gennaio 1975;
- Stephanos I Sidarouss, C.M., patriarca di Alessandria dei Copti (Egitto); creato cardinale vescovo del medesimo titolo patriarcale; deceduto il 23 agosto 1987;
- Josyp Slipyj, arcivescovo maggiore di Leopoli degli Ucraini (URSS); creato cardinale presbitero di Sant'Atanasio; deceduto il 7 settembre 1984;
- Lorenz Jäger, arcivescovo metropolita di Paderborn (Rep. Federale Tedesca); creato cardinale presbitero di San Leone I; deceduto il 1º aprile 1975;
- Thomas Benjamin Cooray, O.M.I., arcivescovo metropolita di Colombo (Ceylon); creato cardinale presbitero dei Santi Nereo e Achilleo; deceduto il 29 ottobre 1988;
- Josef Beran, arcivescovo metropolita di Praga (Cecoslovacchia); creato cardinale presbitero di Santa Croce in Via Flaminia; deceduto il 17 maggio 1969;
- Maurice Roy, arcivescovo metropolita di Québec (Canada); creato cardinale presbitero di Nostra Signora del Santissimo Sacramento e Santi Martiri Canadesi; deceduto il 24 ottobre 1985;
- Joseph-Marie-Eugène Martin, arcivescovo metropolita di Rouen (Francia); creato cardinale presbitero di Santa Teresa al Corso d'Italia; deceduto il 21 gennaio 1976;
- Owen McCann, arcivescovo metrolita di Città del Capo (Sudafrica); creato cardinale presbitero di Santa Prassede; deceduto il 26 marzo 1994;
- Léon-Etienne Duval, arcivescovo metropolita di Algeri (Algeria); creato cardinale presbitero di Santa Balbina; deceduto il 30 maggio 1996;
- Ermenegildo Florit, arcivescovo metropolita di Firenze (Italia); creato cardinale presbitero della Regina Apostolorum; deceduto l'8 dicembre 1985;
- Franjo Šeper, arcivescovo metropolita di Zagabria (Jugoslavia); creato cardinale presbitero dei Santi Pietro e Paolo a Via Ostiense; deceduto il 30 dicembre 1981;
- John Carmel Heenan, arcivescovo metropolita di Westminster (Inghilterra); creato cardinale presbitero di San Silvestro in Capite; deceduto il 7 novembre 1975;
- Jean-Marie Villot, arcivescovo metropolita di Lione (Francia); creato cardinale presbitero della Santissima Trinità al Monte Pincio; deceduto il 9 marzo 1979;
- Paul Zoungrana, M. Afr., arcivescovo metropolita di Ouagadougou (Alto Volta); creato cardinale presbitero di San Camillo de Lellis agli Orti Sallustiani; deceduto il 4 giugno 2000;
- Lawrence Joseph Shehan, arcivescovo metropolita di Baltimora (Stati Uniti); creato cardinale presbitero di San Clemente; deceduto il 26 agosto 1984;
- Enrico Dante, arcivescovo (titolo personale) titolare di Carpasia, segretario della Congregazione dei Riti; creato cardinale presbitero di Sant'Agata dei Goti (pro illa vice); deceduto il 24 aprile 1967;
- Cesare Zerba, arcivescovo titolare di Colossi, segretario della Congregazione per la Disciplina dei Sacramenti; creato cardinale presbitero (pro illa vice) di Nostra Signora del Sacro Cuore; deceduto l'11 luglio 1973;
- Agnelo Rossi, arcivescovo metropolita di San Paolo (Brasile); creato cardinale presbitero della Gran Madre di Dio; deceduto il 21 maggio 1995;
- Giovanni Colombo, arcivescovo metropolita di Milano (Italia); creato cardinale presbitero dei Santi Silvestro e Martino ai Monti; deceduto il 20 maggio 1992;
- William John Conway, arcivescovo metropolita di Armagh (Irlanda); creato cardinale presbitero di San Patrizio; deceduto il 17 aprile 1977;
- Ángel Herrera Oria, vescovo di Malaga (Spagna); creato cardinale presbitero del Sacro Cuore di Maria; deceduto il 28 luglio 1968;
- Federico Callori di Vignale, arcivescovo (titolo personale) titolare di Maiuca, maestro di camera della Corte Pontificia; cardinale diacono di San Giovanni Bosco in via Tuscolana; deceduto il 10 agosto 1971;
- Joseph-Léon Cardijn, arcivescovo (titolo personale) titolare di Tusuro, fondatore della Gioventù Operaia Cristiana; creato cardinale diacono di San Michele Arcangelo; deceduto il 25 luglio 1967;
- Charles Journet, arcivescovo (titolo personale) titolare di Forno Minore; creato cardinale diacono di Santa Maria in Portico Campitelli; deceduto il 15 aprile 1975;
- Giulio Bevilacqua, C.Orat., arcivescovo (titolo personale) titolare di Gaudiaba; creato cardinale diacono di San Girolamo della Carità; deceduto il 6 maggio 1965.

In questo concistoro furono creati i primi cardinali nativi di Egitto, Libano, Ceylon (poi Sri Lanka), Sudafrica e Alto Volta (poi Burkina Faso).

## 26 giugno 1967

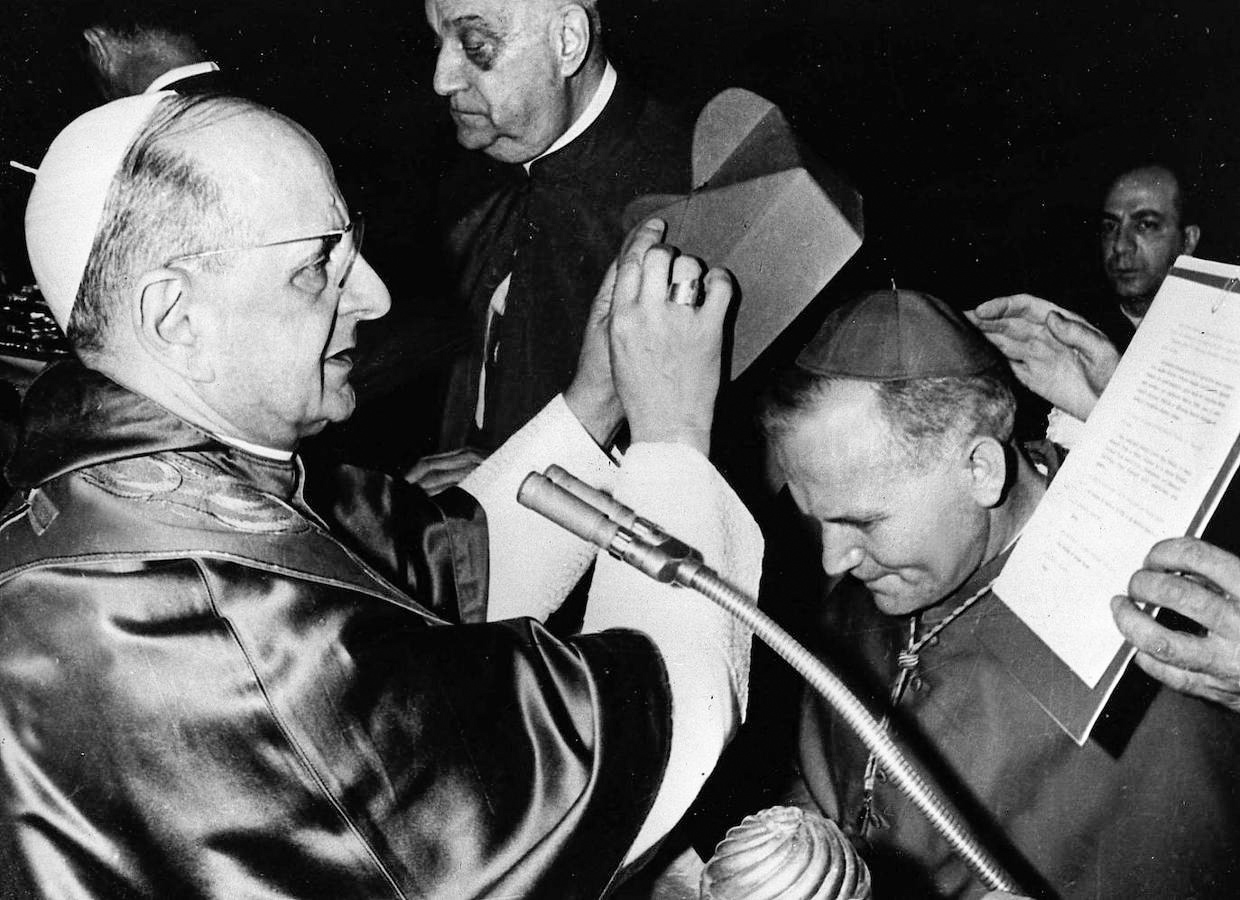
Paolo VI impone la berretta cardinalzia a Karol Wojtyła

Il 26 giugno 1967, durante il suo secondo concistoro, il papa creò ventisette cardinali, tra cui il futuro pontefice Giovanni Paolo II. Inoltre in questo concistoro fu creato il primo cardinale nativo dell'Indonesia.
- Nicolás Fasolino, arcivescovo metropolita di Santa Fe de la Vera Cruz (Argentina); creato cardinale presbitero della Beata Vergine Maria Addolorata a Piazza Buenos Aires; deceduto il 13 agosto 1969;
- Antonio Riberi, arcivescovo titolare di Dara, nunzio apostolico in Spagna; creato cardinale presbitero (pro illa vice) di San Girolamo della Carità; deceduto il 16 dicembre 1967;
- Giuseppe Beltrami, arcivescovo titolare di Damasco, nunzio apostolico nei Paesi Bassi; creato cardinale presbitero (pro illa vice) di Santa Maria Liberatrice a Monte Testaccio; deceduto il 13 dicembre 1973;
- Alfredo Pacini, arcivescovo titolare di Germia, nunzio apostolico in Svizzera; creato cardinale presbitero (pro illa vice) dei Santi Angeli Custodi a Città Giardino; deceduto il 23 dicembre 1967;
- Gabriel-Marie Garrone, arcivescovo (titolo personale) titolare di Torri di Numidia, pro-prefetto della S.C. per l'educazione cattolica; creato cardinale presbitero di Santa Sabina; deceduto il 15 gennaio 1994
- Patrick Aloysius O'Boyle, arcivescovo metropolita di Washington (Stati Uniti); creato cardinale presbitero (pro illa vice) di San Nicola in Carcere; deceduto il 10 agosto 1987;
- Egidio Vagnozzi, arcivescovo titolare di Mira, delegato apostolico negli Stati Uniti d'America; creato cardinale diacono di San Giuseppe in Via Trionfale; deceduto il 26 dicembre 1980;
- Maximilien de Fürstenberg, arcivescovo (titolo personale) titolare di Palto, nunzio apostolico in Portogallo; creato cardinale presbitero (pro illa vice) del Sacro Cuore di Gesù a Castro Pretorio; deceduto il 22 settembre 1988;
- Antonio Samorè, arcivescovo titolare di Tirnovo, segretario della S.C. per gli Affari Ecclesiastici Straordinari; cardinale presbitero di Santa Maria sopra Minerva; deceduto il 3 febbraio 1983;
- Francesco Carpino, arcivescovo metropolita di Palermo; creato cardinale presbitero (pro illa vice) di Santa Maria Ausiliatrice in via Tuscolana; deceduto il 5 ottobre 1993;
- José Clemente Maurer, C.SS.R., arcivescovo metropolita di Sucre (Bolivia); creato cardinale presbitero del Santissimo Redentore e Sant'Alfonso in via Merulana; deceduto il 27 giugno 1990;
- Pietro Parente, arcivescovo titolare di Tolemaide di Tebaide, segretario della S.C. per la Dottrina della Fede; cardinale presbitero di San Lorenzo in Lucina; deceduto il 29 dicembre 1986;
- Carlo Grano, arcivescovo titolare di Tessalonica, nunzio apostolico in Italia; creato cardinale presbitero di San Marcello; deceduto il 2 aprile 1976;
- Angelo Dell'Acqua, O.Ss.C.A., arcivescovo titolare di Calcedonia, sostituto della Segreteria di Stato; creato cardinale presbitero dei Santi Ambrogio e Carlo; deceduto il 27 agosto 1972;
- Dino Staffa, arcivescovo titolare di Cesarea di Palestina, pro-prefetto del Supremo Tribunale della Segnatura Apostolica; creato cardinale presbitero (pro illa vice) del Sacro Cuore di Cristo Re; deceduto il 7 agosto 1977;
- Pericle Felici, arcivescovo titolare di Samosata, presidente della Pontificia Commissione per la Revisione del Codice Canonico; creato cardinale diacono di Sant'Apollinare alle Terme Neroniane-Alessandrine; deceduto il 22 marzo 1982;
- John Joseph Krol, arcivescovo metropolita di Philadelphia (Stati Uniti); creato cardinale presbitero (pro illa vice) di Santa Maria della Mercede e Sant'Adriano a Villa Albani; deceduto il 3 marzo 1996;
- Pierre Marie Joseph Veuillot, arcivescovo metropolita di Parigi (Francia); creato cardinale presbitero di San Luigi dei Francesi; deceduto il 14 febbraio 1968;
- John Patrick Cody, arcivescovo metropolita di Chicago (Stati Uniti); creato cardinale presbitero di Santa Cecilia; deceduto il 25 aprile 1982;
- Corrado Ursi, arcivescovo metropolita di Napoli (Italia); creato cardinale presbitero di San Callisto; deceduto il 29 agosto 2003;
- Alfred Bengsch, arcivescovo-vescovo di Berlino (Rep. Federale Tedesca); creato cardinale presbitero (pro illa vice) di San Filippo Neri in Eurosia; deceduto il 13 dicembre 1979;
- Justinus Darmojuwono, arcivescovo metropolita di Semarang (Indonesia); creato cardinale presbitero (pro illa vice) dei Santissimi Nomi di Gesù e Maria in Via Lata; deceduto il 3 febbraio 1994;
- san Karol Wojtyła, arcivescovo metropolita di Cracovia (Polonia); creato cardinale presbitero (pro illa vice) di San Cesareo in Palatio; poi eletto papa con il nome di Giovanni Paolo II il 16 ottobre 1978; deceduto il 2 aprile 2005; beatificato il 1º maggio 2011; canonizzato il 27 aprile 2014;
- Michele Pellegrino, arcivescovo metropolita di Torino (Italia); creato cardinale presbitero (pro illa vice) del Santissimo Nome di Gesù; deceduto il 10 ottobre 1986;
- Alexandre-Charles-Albert-Joseph Renard, arcivescovo metropolita di Lione (Francia); creato cardinale presbitero (pro illa vice) di San Francesco di Paola ai Monti; deceduto l'8 ottobre 1983;
- Francis John Brennan, arcivescovo (titolo personale) titolare di Tubune di Mauritania, decano della Sacra Romana Rota; creato cardinale diacono di Sant'Eustachio; deceduto il 2 luglio 1968;
- Benno Walter Gut, O.S.B.; arcivescovo (titolo personale) titolare di Tuccabora, abate generale del suo Ordine; creato cardinale diacono di San Giorgio in Velabro; deceduto l'8 dicembre 1970.

## 28 aprile 1969
Il 28 aprile 1969, durante il suo terzo concistoro, il Papa creò trentaquattro cardinali, di cui uno riservato in pectore, Štěpán Trochta.
Il Papa voleva creare cardinale un altro presule, Iuliu Hossu, eparca di Cluj-Gherla dei Rumeni (Romania); dopo essere stato riservato in pectore in questo concistoro, questi però morì prima che la  sua nomina fosse stata pubblicata, il 28 maggio 1970; ciò nonostante, Paolo VI decise comunque di procedere alla sua pubblicazione postuma nel successivo concistoro del 5 marzo 1973.
- Paul Yü Pin, arcivescovo metropolita di Nanchino (Rep. Popolare Cinese); creato cardinale presbitero di Gesù Divin Lavoratore; deceduto il 16 agosto 1978;
- Alfredo Vicente Scherer, arcivescovo metropolita di Porto Alegre (Brasile); creato cardinale presbitero di Nostra Signora de La Salette; deceduto il 9 marzo 1996;
- Julio Rosales y Ras, arcivescovo metropolita di Cebu (Filippine); creato cardinale presbitero del Sacro Cuore di Gesù agonizzante a Vitinia; deceduto il 2 giugno 1983;
- Gordon Joseph Gray, arcivescovo metropolita di Saint Andrews ed Edimburgo (Scozia); creato cardinale presbitero di Santa Chiara a Vigna Clara; deceduto il 19 luglio 1993;
- Peter Thomas McKeefry, arcivescovo metropolita di Wellington (Nuova Zelanda); creato cardinale presbitero dell'Immacolata al Tiburtino; deceduto il 18 novembre 1973;
- Miguel Darío Miranda y Gómez, arcivescovo metropolita di Città del Messico (Messico); creato cardinale presbitero di Nostra Signora di Guadalupe a Monte Mario; deceduto il 15 marzo 1986;
- Joseph Parecattil, arcivescovo maggiore di Ernakulam-Angamaly dei Siro-Malabaresi (India); cardinale presbitero di Santa Maria "Regina Pacis" a Monte Verde; morto il 20 febbraio 1987;
- John Francis Dearden, arcivescovo metropolita di Detroit (Stati Uniti); creato cardinale presbitero di San Pio X alla Balduina; deceduto il 1º agosto 1988;
- François Marty, arcivescovo metropolita di Parigi (Francia); creato cardinale presbitero di San Luigi dei Francesi; deceduto il 16 febbraio 1994;
- Jérôme Louis Rakotomalala, arcivescovo metropolita di Antananarivo (Madagascar); creato cardinale presbitero di Santa Maria Consolatrice al Tiburtino; deceduto il 1º novembre 1975;
- George Bernard Flahiff, C.S.B., arcivescovo di Winnipeg (Canada); creato cardinale presbitero di Santa Maria della Salute a Primavalle; deceduto il 22 agosto 1989;
- Paul Joseph Marie Gouyon, arcivescovo metropolita di Rennes (Francia); creato cardinale presbitero della Natività di Nostro Signore Gesù Cristo a Via Gallia; deceduto il 26 settembre 2000;
- Mario Casariego y Acevedo, C.R.S., arcivescovo metropolita di Santiago di Guatemala (Guatemala); creato cardinale presbitero (pro illa vice) di Santa Maria in Aquiro; deceduto il 15 giugno 1983;
- Vicente Enrique y Tarancón, arcivescovo metropolita di Toledo (Spagna); creato cardinale presbitero di San Giovanni Crisostomo a Monte Sacro Alto; deceduto il 28 novembre 1994;
- Joseph-Albert Malula, arcivescovo metropolita di Kinshasa (Zaire); creato cardinale presbitero dei Santi Protomartiri a Via Aurelia Antica; deceduto il 14 giugno 1989;
- Pablo Muñoz Vega, S.I., arcivescovo metropolita di Quito (Ecuador); creato cardinale presbitero di San Roberto Bellarmino; deceduto il 3 giugno 1994;
- Antonio Poma, arcivescovo metropolita di Bologna (Italia); creato cardinale presbitero di San Luca a Via Prenestina; deceduto il 24 settembre 1985;
- John Joseph Carberry, arcivescovo metropolita di Saint Louis (Stati Uniti); creato cardinale presbitero di San Giovanni Battista de' Rossi; deceduto il 17 giugno 1998;
- Terence James Cooke, arcivescovo metropolita di New York (Stati Uniti); creato cardinale presbitero dei Santi Giovanni e Paolo; deceduto il 6 ottobre 1983;
- Stephen Kim Sou-hwan, arcivescovo metropolita di Seul (Corea del Sud); creato cardinale presbitero di San Felice da Cantalice a Centocelle; deceduto il 16 febbraio 2009;
- Arturo Tabera Araoz, C.M.F., arcivescovo metropolita di Pamplona e Tudela (Spagna); creato cardinale presbitero di San Pietro in Montorio; deceduto il 13 giugno 1975;
- Eugênio de Araújo Sales, arcivescovo metropolita di San Salvador di Bahia (Brasile); creato cardinale presbitero di San Gregorio VII; deceduto il 9 luglio 2012;
- Joseph Höffner, arcivescovo metropolita di Colonia (Germania); creato cardinale presbitero di Sant'Andrea della Valle; deceduto il 16 ottobre 1987;
- John Joseph Wright, vescovo emerito di Pittsburgh, prefetto della S.C. per il Clero; creato cardinale presbitero di Gesù Divin Maestro alla Pineta Sacchetti; deceduto il 10 agosto 1979;
- Paolo Bertoli, arcivescovo titolare di Nicomedia, nunzio apostolico in Francia; creato cardinale diacono di San Girolamo della Carità; deceduto l'8 novembre 2001;
- Sebastiano Baggio, arcivescovo titolare di Efeso, nunzio apostolico in Brasile; creato cardinale diacono dei Santi Angeli Custodi a Città Giardino; deceduto il 21 marzo 1993;
- Silvio Oddi, arcivescovo titolare di Mesembria, nunzio apostolico in Belgio; creato cardinale diacono di Sant'Agata dei Goti; deceduto il 29 giugno 2001;
- Giuseppe Paupini, arcivescovo titolare di Sebastopoli di Abasgia, nunzio apostolico in Colombia; creato cardinale diacono di Ognissanti in Via Appia Nuova; deceduto il 18 luglio 1992;
- Giacomo Violardo, arcivescovo (titolo personale) titolare di Satafi, segretario della S.C. per la Disciplina dei Sacramenti; creato cardinale diacono di Sant'Eustachio; deceduto il 17 marzo 1978;
- Johannes Willebrands, vescovo titolare di Mauriana, presidente del Segretariato per l'unità dei cristiani; creato cardinale diacono dei Santi Cosma e Damiano; deceduto il 2 agosto 2006;
- Mario Nasalli Rocca di Corneliano, arcivescovo (titolo personale) titolare di Anzio, prefetto della Casa Pontificia; creato cardinale diacono di San Giovanni Battista Decollato; deceduto il 9 novembre 1988;
- Sergio Guerri, arcivescovo (titolo personale) titolare di Trevi, pro-presidente della Pontificia Commissione per lo Stato della Città del Vaticano; creato cardinale diacono del Santissimo Nome di Maria al Foro Traiano; deceduto il 15 marzo 1992;
- Jean-Guenolé-Marie Daniélou, S.I., arcivescovo (titolo personale) titolare di Taormina, ufficiale della Curia Romana; creato cardinale diacono di San Saba; deceduto il 20 maggio 1974;
- Štěpán Trochta, S.D.B., vescovo di Litoměřice (Cecoslovacchia); creato cardinale presbitero di San Giovanni Bosco in Via Tuscolana (riservato in pectore, pubblicato nel successivo concistoro del 5 marzo 1973); deceduto il 6 aprile 1974.

In questo concistoro furono creati i primi cardinali nativi di Madagascar, Nuova Zelanda, Corea del Sud e Zaire (poi Repubblica Democratica del Congo).
Inoltre furono creati il primo cardinale proveniente dal Guatemala e anche il primo cardinale scozzese dai tempi della Riforma.

## 5 marzo 1973

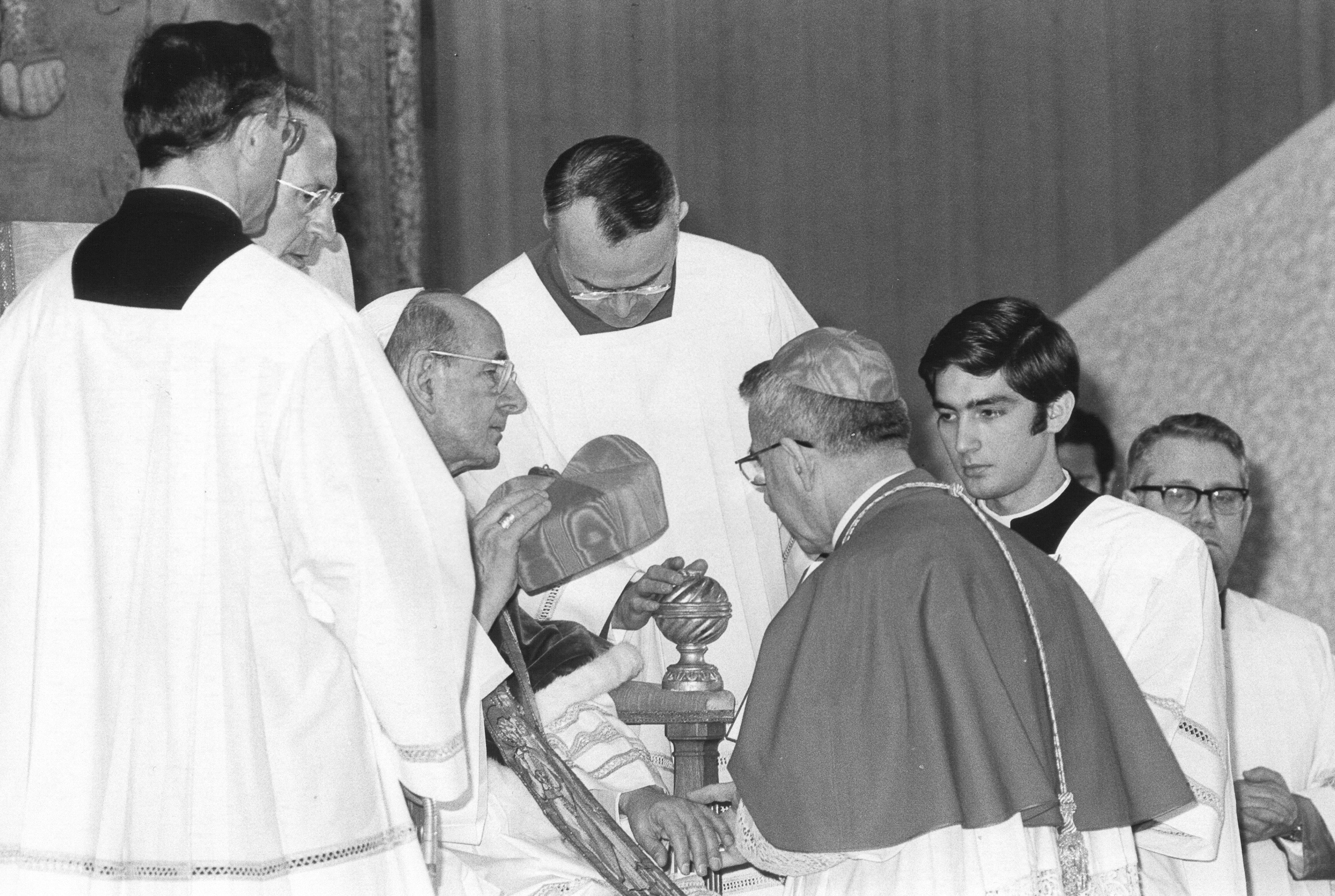
Paolo VI impone la berretta cardinalizia ad Albino Luciani

Il 5 marzo 1973, nel suo quarto concistoro, il papa creò trenta cardinali, il primo dei quali sarebbe stato il suo immediato successore sulla Cattedra di Pietro, con il nome di Giovanni Paolo I.
- beato Albino Luciani, patriarca di Venezia (Italia); creato cardinale presbitero di San Marco; poi eletto papa con il nome di Giovanni Paolo I il 26 agosto 1978; deceduto il 28 settembre 1978; beatificato il 4 settembre 2022;
- António Ribeiro, patriarca di Lisbona (Portogallo); creato cardinale presbitero di Sant'Antonio da Padova in Via Merulana; deceduto il 24 marzo 1998;
- Sergio Pignedoli, arcivescovo titolare di Iconio, segretario della Congregazione per l'Evangelizzazione dei Popoli; creato cardinale diacono di San Giorgio in Velabro; deceduto il 15 giugno 1980;
- James Robert Knox, arcivescovo metropolita di Melbourne (Australia); creato cardinale presbitero di Santa Maria in Vallicella; deceduto il 26 giugno 1983;
- Luigi Raimondi, arcivescovo titolare di Tarso, delegato apostolico negli Stati Uniti d'America; creato cardinale diacono dei Santi Biagio e Carlo ai Catinari; deceduto il 24 giugno 1975;
- Umberto Mozzoni, arcivescovo titolare di Side, nunzio apostolico in Brasile; creato cardinale diacono di Sant'Eugenio; deceduto il 7 novembre 1983;
- Avelar Brandão Vilela, arcivescovo metropolita di San Salvador di Bahia (Brasile); cardinale presbitero dei Santi Bonifacio e Alessio; deceduto il 19 dicembre 1986;
- Joseph Marie Anthony Cordeiro, arcivescovo metropolita di Karachi (Pakistan); creato cardinale presbitero di Sant'Andrea delle Fratte; deceduto l'11 febbraio 1994;
- Aníbal Muñoz Duque, arcivescovo metropolita di Bogotá (Colombia); creato cardinale presbitero di San Bartolomeo all'Isola; deceduto il 15 gennaio 1987;
- Bolesław Kominek, arcivescovo metropolita di Breslavia (Polonia); creato cardinale presbitero di Santa Croce in Via Flaminia; deceduto il 10 marzo 1974;
- Paul-Pierre Philippe, O.P., arcivescovo (titolo personale) titolare di Eracleopoli Maggiore, segretario della Congregazione per la Dottrina della Fede; creato cardinale diacono di San Pio V a Villa Carpegna; deceduto il 9 aprile 1984;
- Pietro Palazzini, arcivescovo titolare di Cesarea di Cappadocia, segretario della Congregazione per il Clero; creato cardinale diacono di San Pier Damiani ai Monti di San Paolo; deceduto l'11 ottobre 2000;
- Luis Aponte Martínez, arcivescovo metropolita di San Juan (Porto Rico); creato cardinale presbitero di Santa Maria Madre della Provvidenza a Monte Verde; deceduto il 10 aprile 2012;
- Raúl Primatesta, arcivescovo metropolita di Córdoba (Argentina); creato cardinale presbitero della Beata Vergine Maria Addolorata a Piazza Buenos Aires; deceduto il 1º maggio 2006;
- Salvatore Pappalardo, arcivescovo metropolita di Palermo (Italia); creato cardinale presbitero (pro hac vice) di Santa Maria Odigitria dei Siciliani; deceduto il 10 dicembre 2006;
- Ferdinando Giuseppe Antonelli, O.F.M., arcivescovo (titolo personale) titolare di Idicra, segretario della Congregazione per le Cause dei Santi; creato cardinale diacono di San Sebastiano al Palatino; deceduto il 12 luglio 1993;
- Marcelo González Martín, arcivescovo metropolita di Toledo (Spagna); creato cardinale presbitero di Sant'Agostino; deceduto il 25 agosto 2004;
- Louis-Jean-Frédéric Guyot, arcivescovo metropolita di Tolosa (Francia); creato cardinale presbitero di Sant'Agnese fuori le mura; deceduto il 1º agosto 1988;
- Ugo Poletti, arcivescovo (titolo personale) titolare di Cittanova, pro-vicario generale di Sua Santità per la Diocesi di Roma; cardinale presbitero dei Santi Ambrogio e Carlo; deceduto il 25 febbraio 1997;
- Timothy Manning, arcivescovo metropolita di Los Angeles (Stati Uniti); creato cardinale presbitero di Santa Lucia a Piazza d'Armi; deceduto il 23 giugno 1989;
- Paul Yoshigoro Taguchi, arcivescovo metropolita di Osaka (Giappone); creato cardinale presbitero di Santa Maria in Via; deceduto il 23 febbraio 1978;
- Maurice Michael Otunga, arcivescovo metropolita di Nairobi (Kenya); creato cardinale presbitero di San Gregorio Barbarigo alle Tre Fontane; deceduto il 6 settembre 2003;
- José Salazar López, arcivescovo metropolita di Guadalajara (Messico); creato cardinale presbitero di Santa Emerenziana a Tor Fiorenza; deceduto il 9 luglio 1991;
- Emile Biayenda, arcivescovo metropolita di Brazzaville (Rep. Congo); creato cardinale presbitero di San Marco in Agro Laurentino; deceduto il 23 marzo 1977;
- Humberto Sousa Medeiros, arcivescovo metropolita di Boston (Stati Uniti); creato cardinale presbitero di Santa Susanna; deceduto il 17 settembre 1983;
- Paulo Evaristo Arns, O.F.M., arcivescovo metropolita di San Paolo (Brasile); creato cardinale presbitero di Sant'Antonio da Padova in via Tuscolana; cardinale protopresbitero di Santa Romana Chiesa; deceduto il 14 dicembre 2016;
- James Darcy Freeman, arcivescovo metropolita di Sydney (Australia); creato cardinale presbitero di Santa Maria "Regina Pacis" in Ostia mare; deceduto il 16 marzo 1991;
- Narciso Jubany Arnau, arcivescovo metropolita di Barcellona (Spagna); creato cardinale presbitero di San Lorenzo in Damaso; deceduto il 26 dicembre 1996;
- Hermann Volk, vescovo di Magonza (Rep. Federale Tedesca); creato cardinale presbitero dei Santi Fabiano e Venanzio a Villa Fiorelli; deceduto il 1º luglio 1988;
- Pio Taofinu'u, S.M., vescovo di Apia (Samoa); creato cardinale presbitero di Sant'Onofrio; deceduto il 19 gennaio 2006.

In questo concistoro furono creati i primi cardinali nativi di Porto Rico, Repubblica del Congo, Kenya e Samoa, e anche il primo proveniente dal Pakistan.

## 24 maggio 1976
Il 24 maggio 1976, durante il suo quinto concistoro, il papa creò ventuno cardinali:
- Octavio Antonio Beras Rojas, arcivescovo metropolita di Santo Domingo (Rep. Dominicana); creato cardinale presbitero di San Sisto; deceduto il 30 novembre 1990;
- Opilio Rossi, arcivescovo titolare di Ancira, nunzio apostolico in Austria; creato cardinale diacono di Santa Maria Liberatrice a Monte Testaccio; deceduto il 9 febbraio 2004;
- Giuseppe Maria Sensi, arcivescovo titolare di Sardi, nunzio apostolico in Portogallo; creato cardinale diacono dei Santi Biagio e Carlo ai Catinari; deceduto il 26 luglio 2001;
- Juan Carlos Aramburu, arcivescovo metropolita di Buenos Aires (Argentina); creato cardinale presbitero di San Giovanni Battista dei Fiorentini; deceduto il 18 novembre 2004;
- Corrado Bafile, arcivescovo titolare di Antiochia di Pisidia, prefetto della S.C. per le Cause dei Santi; cardinale diacono di Santa Maria in Portico Campitelli; deceduto il 3 febbraio 2005;
- Hyacinthe Thiandoum, arcivescovo metropolita di Dakar (Senegal); creato cardinale presbitero di Santa Maria del Popolo; deceduto il 18 maggio 2004;
- Emmanuel Kiwanuka Nsubuga, arcivescovo metropolita di Kampala (Uganda); creato cardinale presbitero di Santa Maria Nuova; deceduto il 20 aprile 1991;
- Joseph Schröffer, arcivescovo (titolo personale) titolare di Volturno, segretario della S.C. per l'Educazione Cattolica; creato cardinale diacono di San Saba; deceduto il 7 settembre 1983;
- Lawrence Trevor Picachy, S.I., arcivescovo metropolita di Calcutta (India); creato cardinale presbitero del Sacro Cuore di Maria; deceduto il 29 novembre 1992;
- Jaime Lachica Sin, arcivescovo metropolita di Manila (Filippine); creato cardinale presbitero di Santa Maria ai Monti; deceduto il 21 giugno 2005;
- William Wakefield Baum, arcivescovo metropolita di Washington (Stati Uniti); creato cardinale presbitero di Santa Croce in Via Flaminia; deceduto il 23 luglio 2015;
- Aloísio Leo Arlindo Lorscheider, O.F.M., arcivescovo metropolita di Fortaleza (Brasile); creato cardinale presbitero di San Pietro in Montorio; deceduto il 23 dicembre 2007;
- Reginald John Delargey, arcivescovo metropolita di Wellington (Nuova Zelanda); creato cardinale presbitero dell'Immacolata al Tiburtino; deceduto il 29 gennaio 1979;
- beato Eduardo Francisco Pironio, arcivescovo (titolo personale) titolare di Tiges, pro-prefetto della S.C. per gli Istituti Religiosi e Secolari; cardinale diacono dei Santi Cosma e Damiano; deceduto il 5 febbraio 1998;
- László Lékai, arcivescovo metropolita di Esztergom (Ungheria); creato cardinale presbitero di Santa Teresa al Corso d'Italia; deceduto il 30 giugno 1986;
- Basil Hume, O.S.B., arcivescovo metropolita di Westminster (Inghilterra); creato cardinale presbitero di San Silvestro in Capite; deceduto il 17 giugno 1999;
- Victor Razafimahatratra, S.I., arcivescovo metropolita di Antananarivo (Madagascar); creato cardinale presbitero di Santa Croce in Gerusalemme; deceduto il 6 ottobre 1993;
- František Tomášek, vescovo titolare di Buto, amministratore apostolico di Praga (Cecoslovacchia); cardinale presbitero dei Santi Vitale, Valeria, Gervasio e Protasio (riservato in pectore, pubblicato nel successivo concistoro del 27 giugno 1977); deceduto il 4 agosto 1992;
- Dominic Ignatius Ekandem, vescovo di Ikot Ekpene (Nigeria); creato cardinale presbitero di San Marcello; deceduto il 24 novembre 1995;
- Joseph Marie Trịnh Như Khuê, arcivescovo metropolita di Hanoi (Vietnam); creato cardinale presbitero (pro hac vice) di San Francesco di Paola ai Monti; deceduto il 27 novembre 1978;
- Bolesław Filipiak, vescovo titolare di Plestia, decano della Sacra Rota Romana; creato cardinale diacono di San Giovanni Bosco in via Tuscolana; deceduto il 14 ottobre 1978.

In questo concistoro furono creati i primi cardinali nativi di Repubblica Dominicana, Senegal, Uganda, Nigeria e Vietnam.

## 27 giugno 1977

Paolo VI consegna l'anello cardinalizio a Joseph Ratzinger

Il 27 giugno 1977, nel suo sesto concistoro, il papa creò quattro nuovi cardinali, tra cui il futuro pontefice Benedetto XVI e anche il primo cardinale nativo del Benin.
- Giovanni Benelli, arcivescovo metropolita di Firenze (Italia); creato cardinale presbitero di Santa Prisca; deceduto il 26 ottobre 1982;
- Bernardin Gantin, arcivescovo metropolita emerito di Cotonou, pro-presidente della Pontificia Commissione Iustitia et Pax; creato cardinale diacono del Sacro Cuore di Cristo Re; deceduto il 13 maggio 2008;
- Joseph Ratzinger, arcivescovo metropolita di Monaco e Frisinga (Rep. Federale Tedesca); creato cardinale presbitero di Santa Maria Consolatrice al Tiburtino; poi eletto papa con il nome di Benedetto XVI il 19 aprile 2005; si è dimesso da tale carica il 28 febbraio 2013 assumendo il titolo di papa emerito; deceduto il 31 dicembre 2022;
- Mario Luigi Ciappi, O.P., vescovo titolare di Miseno, teologo della Casa Pontificia; creato cardinale diacono di Nostra Signora del Sacro Cuore; deceduto il 22 aprile 1996.

## Nazioni con i primi cardinali autoctoni
Nei concistori presieduti da papa Paolo VI, sono 21 le nazioni che hanno avuto il loro primo cardinale autoctono nella storia della Chiesa cattolica.
Talvolta vengono considerati anche il Pakistan e il Guatemala, tra le nazioni che durante il pontificato di Paolo VI hanno avuto il loro primo cardinale autoctono. Tuttavia, bisogna rilevare che nel primo caso si trattava di un cardinale nato in India da genitori indiani, mentre nell'altro il porporato era nato in Spagna da genitori spagnoli. Pertanto, questi 2 casi non possono rientrare nell'elenco dei primi cardinali autoctoni di questo pontificato.

### Suddivisione per concistoro
| Concistoro    | Nazioni                                                                 | Totale |
| ------------- | ----------------------------------------------------------------------- | ------ |
| Febbraio 1965 | - Egitto - Libano - Sri Lanka - Sudafrica - Burkina Faso                | 5      |
| Giugno 1967   | - Indonesia                                                             | 1      |
| Aprile 1969   | - Madagascar - Nuova Zelanda - Corea del Sud - Zaire (poi RD del Congo) | 5      |
| Marzo 1973    | - Porto Rico - Rep. del Congo - Kenya - Samoa                           | 4      |
| Maggio 1976   | - Rep. Dominicana - Senegal - Uganda - Nigeria - Vietnam                | 5      |
| Giugno 1977   | - Benin                                                                 | 1      |
| TOTALE        | TOTALE                                                                  | 21     |

### Suddivisione per continente
| Continente | Nazioni | Totale |
| ---------- | --- | ------ |
| America    | - Porto Rico - Rep. Dominicana | 2      |
| Africa     | - Burkina Faso - Benin - Egitto - Kenya - Madagascar - Nigeria - Rep. del Congo - Senegal - Sudafrica - Uganda - Zaire (poi RD del Congo) | 11     |
| Asia       | - Indonesia - Libano - Sri Lanka - Corea del Sud - Vietnam                                                                                | 5      |
| Oceania    | - Nuova Zelanda - Samoa | 2      |
| TOTALE     | TOTALE | 21     |